# Assedio di Magonza (1793)
L'assedio di Magonza del 1793, nel quadro della guerra della prima coalizione, vide la conquista della città di Magonza (Mayence in francese, Mainz in tedesco) da parte dei Prussiani e degli Austriaci, dopo un assedio durato dal 14 aprile al 23 luglio 1793.
L'armata francese, che era stata assediata a Magonza, venne liberata dietro la promessa di non attaccare più le armate straniere. Essa giunse a Nantes il 6 settembre 1793, sotto il comando del generale Kléber.

## Seguito
Il bombardamento colpì duramente gran parte della città e portò alla distruzione di molti edifici importanti: il castello La Favorite, le stalle elettorali, la prevostura, le chiese domenicane e dei gesuiti, che furono completamente distrutte, mentre la chiesa di Nostra Signora, St. Gangolf e il duomo di Magonza furono gravemente danneggiati.
Il bombardamento aveva sfigurato la città: antichi hôtel particulier appartenenti a borghesi o a nobili, il Castello de La Favorita, il priorato, la prevostura della Cattedrale di Magonza, la chiesa di Sainte-Marie aux Marches, l'antico Chiostro domenicano di Magonza e quello dei gesuiti erano scomparsi.
A più lungo termine, l'assedio e l'occupazione avevano distolto le strutture e i simboli nobiliari dal loro significato originale. Fu così che gli avvenimenti dell'anno 1793 segnarono il declino della nobiltà di Magonza: la città perse il suo stato di sede dell'arcivescovado e dell'Elettorato di Magonza e così il suo migliore atout.

## Persone legate all'assedio di Magonza
- Friedrich Wilhelm von Bülow, conte di Dennewitz
- Carlo Guglielmo Ferdinando duca di Brunswick, comandante delle truppe prussiane assedianti
- Luigi Ferdinando di Prussia
- Carl von Clausewitz
- Heinrich von Kleist
- François-Étienne de Damas
- Antoine Merlin de Thionville
- Jean-Baptiste Kléber, a capo dell'armata del Reno e difensore della città durante l'assedio.
- François Christophe Kellermann
- Jean-Baptiste Annibal Aubert du Bayet (19 agosto 1757 - 7 dicembre 1797), uomo politico e generale francese.
- Armand Samuel de Montescot, generale francese, nato a Tours nel 1758, comandante in capo del genio a Magonza.
- Augustin Gabriel, conte d'Aboville, nato il 20 marzo 1773 a La Fère (Aisne), morto il 15 agosto 1821, vice capo dell'artiglieria di Magonza.
- Jean-Jacques Ambert, generale di divisione.[3].
- Jean Ernest de Beurmann (barone), nato il 25 ottobre 1775 a Strasburgo. Soldato dalla sua più giovane età, divenne rapidamente capitano nel 1792; combatté all'assedio di Magonza.
- Barone Roch Godart, nato il 30 aprile 1761 ad Arras, combatté al blocco di Magonza.
- François de Chasseloup-Laubat nato nel 1754 a Saint-Sornin en Saintonge, da una famiglia di antica tradizione militare, morto il 6 ottobre 1837 a Parigi. Organizzò la difesa dal Reno a Magonza
- Charles Mathieu Isidore Decaen, generale francese del Primo impero, nato nel 1769 a Caen, morto nel 1832, era figlio di un ussaro. Si arruolò nel 1792 e si segnalò l'anno seguente a Magonza alle dipendenze del generale Kléber
- Pierre Claude Pajol, nato a Besançon il 3 febbraio 1772 - morto a Parigi il 20 marzo 1844, fu una grande figura della cavalleria leggera di Napoleone.
- Jean-François Moulin, nato a Caen nel 1752 e morto nel 1810, fu generale della rivoluzione e del Primo impero. Fu governatore di Magonza durante il Primo impero.
- Jean Antoine Rossignol, (Parigi, 7 novembre 1759  - Anjouan, isola dell'arcipelago delle Comore, 27 aprile 1802) fu un generale della rivoluzione e del Primo impero.
- Alessandro di Beauharnais, divenne generale in capo dell'armata del Reno. Il 13 giugno 1793 fu nominato ministro della guerra ma rifiutò l'incarico. Dopo la perdita di Magonza ritornò nell'esercito.